# ジョセフ・サイドゥ・モモ
ジョセフ・サイドゥ・モモ（英語: Joseph Saidu Momoh, 1937年1月26日 - 2003年8月2日）は、シエラレオネの軍人、政治家。同国第2代大統領（在任: 1985年11月28日 - 1992年4月30日）。

## 人物
ボンバリ地区ビンコロ出身。1958年に陸軍に入隊し、1973年に軍人のまま国会議員となる。
軍司令官であったモモは、一党独裁政治を布いていたシアカ・スティーブンス大統領の後継者に指名され、1985年5月に全人民会議(APC)の党首として選挙で大統領に就任した。しかし、1990年には民主化運動が活発になり、一党独裁政治が崩壊した。更に、モモ政権の腐敗は革命統一戦線（RUF）の武装蜂起とシエラレオネ内戦を招いた。
1992年、バレンタイン・ストラッサー大尉が軍事クーデターを首都・フリータウンで起こし、政権を追われたモモはギニアに亡命。2003年に死去。